# Черкаська спеціалізована школа № 17
Черка́ська спеціалізо́вана шко́ла I—III сту́пенів № 17 — спеціалізована школа в місті Черкаси, асоційована школа ЮНЕСКО.

## Історія
На місці Черкаської спеціалізованої школи І-ІІІ ступенів № 17 раніше розсташовувалася жіноча гімназія А. В. Самойловської. Фінансування будівництва гімназії по Миколаївській вулиці (на місці сучасної загальноосвітньої школи № 17) відбувалося за кошти меценатів, пожертвувань, а також за власні кошти А. В. Самойловської. Відкриття нового приміщення відбулося в 1912 році.
Для будівництва сучасної черкаської спеціалізованої школи I—III ступенів № 17 було залучено 600 робітників із БМУ № 1 тресту «ЧеркасиЖитлоБуд» успіхи будівництва яких висвітлювала газета «Черкаська правда» в тодішній новій рубриці «Тиждень на будові».
Черкаська спеціалізована школи I—III ступенів № 17 була збудована і відкрита 1 вересня 1957 року. Першим директором школи став Янчук Антон Гнатович. В 2001 році відбулася реорганізація закладу відповідно до статусу спеціалізованої школи. В 2002 році школа отримала статус спеціалізованої. З грудня 2004 року школа стала Асоційованим членом проекту АШЮ (Асоційованою школою ЮНЕСКО).
В грудні 2007 року відзначено 50-річний ювілей школи. За цей час середню освіту в стінах школи отримали понад 13 000 вихованців, з них майже 550 випускників нагороджені золотими та срібними медалями.
Також на 3 та 4 поверсі старого приміщення школи розміщено фізико-математичне відділення, також відоме, як ліцей. Він був відкритий за рішенням Міністерства освіти України, Академії педагогічних наук та ВАСХНІЛ в 1987 році на базі школи відкрито ліцей для учнів 7-11 класів з поглибленим вивченням фізики, математики, англійської мови.

## Структура
В школі навчається 1733 учні. Мережа школи становить 63 класи, в тому числі в ліцеї 9 класів (273 учні), середня наповнюваність класів 30,5. В школі 32 спеціалізовані класи з поглибленим вивченням предметів, в яких навчається 986 учнів. Крім того створено 2 профільних класи з поглибленим вивченням предметів, які охоплюють 59 учнів. Учні 1-11-х класів вивчають англійську, французьку, німецьку, іспанську мови. Чотири класи дітей-шестирічок навчаються в дошкільних дитячих установах, 1 клас — в школі. Всього навчається 176 шестирічок.
Школа має виділену лінію для підключення до Інтернет, потужний шкільний сервер тощо. З 2002 року у школі видається власна друкована газета «Альтаїр» накладом 1500 примірників. Регулярно підтримується робота кількох сайтів. При школі створені та успішно функціонують Клуби для підлітків — «Інтеракт — Черкаси», Євроклуб, Клуб ЮНЕСКО, секція скаутів, дебатний клуб «Максимум». Для молодших школярів створено дитячу організацію «Країна Барвінкова».
Школа-ліцей занесена до Єдиного реєстру отримувачів гуманітарної допомоги затвердженого Комісією з питань гуманітарної допомоги при Кабінеті Міністрів України від 2 листопада 2000 року. Активно впроваджується проектний метод навчання.
Загальна площа всіх приміщень школи — 9789 кв.метрів.
Для всебічного розвитку школярів обладнано:
- 79 навчальних кабінетів;
- 15 кабінетів початкових класів;
- 13 кабінетів-лабораторій ліцею;
- 3 майстерні;
- 2 спортивні зали;
- 2 актові зали;
- 3 комп'ютерні класи;
- медіацентр;
- бібліотеку з читальним залом, бібліотечний фонд становить 41762 найменування.

Також на території школи розміщено: художні виставки учнівських робіт з образотворчого мистецтва, роботи з інкрустацією, художньою вишивкою та ліпкою, інформаційні стенди, акваріум, фотовиставки. Також в закладі художньо-естетично оформлено коридори та рекреації школи.

## Викладачі
Педагогічний колектив налічує 128 осіб.
- Вчителі початкової школи: Байда Ірина Анатоліївна, Баталіна Наталія Василівна, Білошицька Людмила Миколаївна, Доброва Наталія Іванівна, Дудник Яна Анатоліївна, Єременко Лідія Іванівна, Задорожна Тамара Олексіївна, Кльова Ольга Миколаївна, Космина Олеся Іштванівна, Костогриз-Куликова Наталія Володимирівна, Лазарєва Ольга Олексіївна, Левкевич Таїсія Филимонівна, Леухіна Тетяна Миколаївна, Магола Тамара Григорівна, Микитюк Наталія Миколаївна, Міняйло Анастасія Ігорівна, Муковоз Тамара Василівна, Небогатих Тетяна Іванівна, Осейко Катерина Юріївна, Пащенко Наталія Андріївна, Пономаренко Ольга Леонідівна, Сидорчук Неля Петрівна, Силантьєва Світлана Іванівна, Олексенко Інна Володимирівна, Сава Віталіна Леонідівна.
- Вчителі української мови та літератури: Аршинова Лідія Петрівна, Гаврилова Інна Володимирівна, Дністрян Олена Михайлівна, Кошова Інна Олексіївна, Левінська Ірина Миколаївна, Лелеко Надія Іванівна, Мащенко Лариса Олександрівна, Нестеренко Ольга Володимирівна, Сапожнікова Інна Дмитрівна, Шепіль Галина Миколаївна, Щербина Тетяна Василівна.
- Вчителі зарубіжної літератури та мистецтва: Битко Людмила Дмитрівна, Кузенна Наталія Михайлівна, Шевченко Алла Михайлівна, Щукіна Ірина Юріївна.
- Вчителі англійської мови: Баличева Наталія Іванівна, Богданова Інга Василівна, Березуцька Людмила Михайлівна, Бунякіна Наталія Анатоліївна, Волинець Наталія Павлівна, Даник Світлана Іванівна, Домотенко Олена Володимирівна, Єрмоленко Лариса Анатоліївна, Завертана Олеся Михайлівна, Зеленчук Ірина Анатоліївна, Капац Вікторія Вікторівна, Катаєва Лариса Юріївна, Кобзар Наталія Петрівна, Ковальова Віта Олександрівна, Коріненко Тетяна Юріївна, Куца Наталія Вікторівна, Маслак Марина Вячеславівна, Музика Олена Анатоліївна, Прохорова Лілія Василівна, Рибалко Наталія Вікторівна, Стрижак Тетяна Вікторівна, Судіна Вікторія Володимирівна, Супрун Тетяна Володимирівна, Трипутень Світлана Степанівна, Хлебас Ігор Петрович, Вітковська Юлія Сергіївна.
- Вчитель французької мови: Лавріненко Світлана Іванівна.
- Вчителі іспанської мови: Сандецька Ірина Федорівна, Ярошенко Тетяна Іванівна.
- Вчителі німецької мови: Гайдай Ольга Борисівна, Медведенко Ярослава Ігорівна, Коміренко Юлія Борисівна.
- Вчителі історії: Коломієць Лариса Анатоліївна, Зайченко Яна Юріївна, Козлюк Алла Борисівна, Литвинеко Ольга Сергіївна.
- Вчителі фізики: Корсун Любов Іванівна, Логвин Людмила Іванівна, Моргунова Аліна Андріївна, Шемшур Тамара Петрівна.
- Вчитель основ здоров'я: Лісняк Олена Володимирівна.
- Вчителі математики: Атамась Тетяна Василівна, Гогу Любов Олексіївна, Демиденко Валентина Микитівна, Забєлова Валентина Митрофанівна, Котик Роман Юрійович, Куцевська Інна Вікторівна, Нагорний Олександр Іванович, Полєвікова Тетяна Павлівна, Скічко Світлана Петрівна.
- Вчителі інформатики: Близнюк Дар'я Павлівна, Брегеда Олена Олександрівна, Бушина Інна Борисівна, Жицький Юрій Федорович, Король Юрій Володимирович, Розкиданий Семен Іванович, Саражинський Микола Олександрович.
- Вчителі хімії: Зима Галина Миколаївна, Шульга Інна Олександрівна, Мироненко Юлія Іванівна.
- Вчителі географії: Майоренко Ірина Олексіївна, Міщенко Вікторія Вікторівна, Сергата Лариса Миколаївна.
- Вчителі біології: Атаманова Олена Юріївна, Гогайзель Ірина Юріївна, Косенко Олена Олександрівна, Христенкова Галина Миколаївна, Шевченко Олена Михайлівна.
- Вчителі музики: Демиденко Надія Вікторівна, Калюжка Оксана Сергіївна.
- Вчителі образотворчого мистецтва: Краснова Ніна Миколаївна, Смик Руслана Федорівна.
- Вчителі фізичної культури: Вдовіченко Надія Леонідівна, Головач Ольга Миколаївна, Левицький Вадим Юрійович, Павлов Олександр Робертович, Пустовіт Владислав Миколайович, Скапінцев В'ячеслав Борисович, Швець Людмила Василівна, Русецька Юлія Юріївна.
- Вчитель Захисту України: Нікітін Владислав Аркадійович.
- Вчителі трудового навчання: Олійник Тетяна Іванівна, Поліщук Олег Володимирович, Цимбалова Ірина Олексіївна.
- Соціальні педагоги: Асцатуров Григорій Володимирович, Горбатова Оксана Дмитрівна, Іщенко Світлана Володимирівна, Невзорова Аліна Сергіївна.

## Випускники
- Меделян Георгій Миколайович (1979—2022) — солдат Збройних сил України, учасник російсько-української війни.
- Пахомов Євгеній Сергійович (1982—2022) — старший солдат Збройних сил України, учасник російсько-української війни.
- Вишковський Олексій Андрійович (1974—2022) — солдат Збройних Сил України, учасник російсько-української війни.